# Sophia Williams-De Bruyn
Sophie ou Sophia Theresa Williams-de Bruyn (née Sophia Theresa Williams en 1938 à Port Elizabeth en Afrique du Sud) est une militante sud-africaine contre l'apartheid, issue de la communauté coloured. Membre du South African Congress of Trade Unions et du congrès national africain, elle est députée à l'assemblée du Gauteng de 2005 à 2009 puis députée au parlement d'Afrique du Sud du 9 novembre 2010 au 6 mai 2014.  
Elle a été une des principales animatrices de la  Marche des femmes de 1956, et la première récipiendaire du Women's Award for exceptional national service. 

## Biographie

### Origines
Sophia Theresa Williams est née en 1938 à Villageboard, un quartier cosmopolite de Port Elizabeth. Elle est élevée d'abord au domicile de ses grands-parents avec son frère et sa sœur avant que son père,  Henry Ernest Williams, n'achète une maison au 17 Thumbler Street dans le même quartier. Elle est scolarisée à l'école primaire locale puis à l'école catholique de Saint Patrick, située à l'extrême nord de la ville. Quand son père rejoint l'armée sud-africaine pour se battre pendant la Seconde Guerre mondiale, la mère de Sophia, Frances Elizabeth, et ses enfants quittent leur maison individuelle pour habiter dans des logements nouvellement construits dans le quartier de Schauder, spécialement destinés aux « personnes de couleur » . 
Sophia Theresa Williams poursuit alors sa scolarité à l'école catholique Saint James.
Durant ses vacances scolaires, elle travaille pour avoir de l'argent de poche. Elle est notamment employée à l'usine de textile Van Lane. Les travailleurs de l'usine lui demande de les aider à résoudre leurs problèmes avec les responsables d'usine. Elle devient finalement intendante du magasin  et quitte ainsi avant terme, les bancs de l'école. Elle devient aussi membre du syndicat des travailleurs du textile de Port Elizabeth, jusqu'à devenir membre de sa direction exécutive. 

### Carrière syndicale et politique
Après le début de la mise en œuvre de la loi sur l'enregistrement des populations (adoptée en 1950), Sophia Williams est nommée, en 1955, organisatrice à temps plein du Congrès des gens de couleur à Johannesbourg. La même année, elle est membre fondatrice du Congrès sud-africain des syndicats (South African Congress of Trade Unions ou SACTU). 
Le 9 août 1956, alors qu'elle n'est âgée que de 18 ans, elle participe à l’’organisation et à l’animation de la marche de 20 000 femmes devant les Union Buildings, le siège du gouvernement à Pretoria, avec Lillian Ngoyi, Rahima Moosa, Helen Joseph , Albertina Sisulu et Bertha Gxowa. Elle a continué ensuite de militer au sein des organisations syndicales et anti-apartheid.
En 1959, elle épouse Henry Benny De Bruyn, jeune membre de la naissante Umkhonto we Sizwe. En 1963, celui-ci s'exile en Rhodésie du Nord (devenue un an plus tard la Zambie). Sophia De Bruyn le rejoint six ans plus tard et travaille alors à des tâches administratives pour l'ANC et complète ses études. Diplômée de l'enseignement en 1977, elle occupe alors des fonctions au sein du département de l'ANC pour les zones de la Tanzanie et la Namibie.
En février 1990, le président Frederik de Klerk annonce la levée de l'interdiction des mouvements anti-apartheid, à commencer par l'ANC, ainsi que la libération de Nelson Mandela. Le couple Bruyn revient dès lors en Afrique du Sud tandis que les négociations commencent entre le gouvernement sud-africain, l'ANC et différents autres partis politiques pour organiser une transition constitutionnelle et pacifique afin d'établir une nouvelle Afrique du Sud, sans ségrégation ni apartheid. 
À la suite des premières élections nationales au suffrage universel et sans distinction raciale, en 1994, ainsi que l'élection de Nelson Mandela à la présidence de la république, Henry Benny De Bruyn, est nommé pour être le premier ambassadeur d'Afrique du Sud en Jordanie. Le couple revient avant terme en Afrique du Sud en novembre 1998, en raison de la détérioration de santé de Henry De Bruyn qui meurt quelques mois plus tard (juin 1999). En 1999, Sophia Williams-De Bruyn reçoit le prix Ida Mntwana en argent ; en 2001, elle est la première à recevoir le prix des femmes pour un service national exceptionnel et, la même année, le prix Mahatma Gandhi. 
Membre du Comité exécutif national de la Ligue des femmes de l'ANC, responsable des ressources humaines au quartier général de l'ANC (Luthuli House), Sophia De Bruyn rejoint en 2004 la législature de la province de Gauteng dont elle assure la vice-présidence de 2005 à 2009. Commissaire à la Commission pour l'égalité des sexes, elle entre au parlement d'Afrique du Sud en 2010 au titre de la liste ANC dans le Gauteng.

## Distinctions
- Médaille d’argent du  Prix Ida-Mntwana (1999)[6].
- Women's Award for exceptional national service (2001, elle est la première à se voir décerner cette récompense)
- Prix Mahatma Gandhi (2001)[6]
- La rue Schubart à Pretoria a été rebaptisée Sophie de Bruyn en 2012